# Boudisque

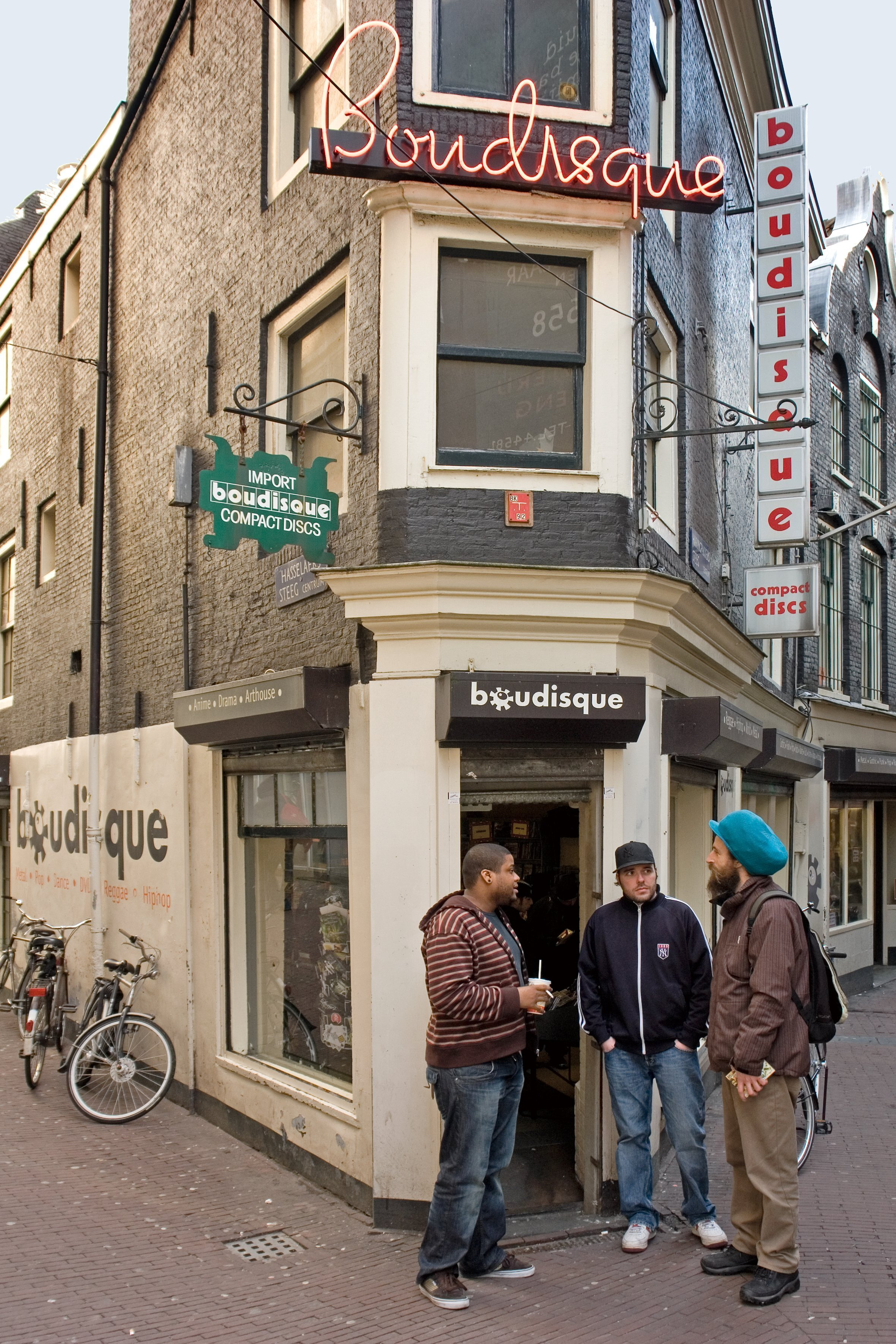
Boudisque in 2008

Boudisque was een keten van platenspeciaalzaken met vestigingen in Amsterdam, Utrecht en Nijmegen.

## Geschiedenis
De zaak werd in december 1968 opgericht door Ruud Jacobs in de Amsterdamse Haringpakkerssteeg bij het Centraal Station. Een van de eerste stunts was het uitbrengen van Bob Dylan en Rolling Stones bootlegs op het eigen Hobo Label. Ook werd de zaak al snel landelijk bekend door eigen importen uit Engeland en de USA. In 1979 vertrok het belendende fotobedrijf Wed. Wm. Holst naar Hoorn en werd de zaak uitgebreid. De aparte Dance afdeling Boudiskoteek, die aan de overkant was gevestigd werd toen weer geïntegreerd in het moederbedrijf. Het bedrijf steunde Amsterdamse piratenzenders zoals Radio Unique en Radio Decibel.

## Platenlabels
Boudisque gaf zelf ook platen uit, onder verschillende labels.

### Torso
Vanaf de late jaren 70 begon Boudisque ook zelf als platenlabel te werken, in eerste instantie onder de eigen naam, maar in 1980 werd het label Plurex overgenomen van Wally van Middendorp. In 1982 volgde het "Torso"-label. Dat was al een bestaand label, maar leidde een sluimerend bestaan. In 1984 werd het door Boudisque aangekocht, dat behoorlijk wat werk onder deze naam uitbracht. Er bestonden ook "sublabels": Torso Dance en Torso Kino richtten zich op specifieke markten.
Megadisc was een ook een cultlabel, en werd in 1983 opgezet om het wat succesvollere werk uit de Boudisque-portfolio aan de man te brengen. Het label werd al snel verzelfstandigd en overgenomen door Ric Urmel met Wally van Middendorp als labelmanager. De verspreiding gebeurde via BMG Ariola en later Dureco.
Naast de distributie en licentie van tientallen onafhankelijke ("indie")-labels, waaronder Beggars Banquet, XL, Rough Trade, Factory, Ralph, Play It Again Sam en Enigma werd er een succesvolle Dance Dept. opgericht met onder andere de labels "Go Bang" "ESP" en "Mokum". Een van de eerste internationale successen kwam met "Yaaaah" van "D-Shake". Een succesvolle act was ook de in licentie uitgebrachte "2 Unlimited". Het later door "Laurens Meijer" overgenomen "Lucho"-label met door Joost Swarte getekende hoezen specialiseerde zich in jazz en world-muziek.
In 1994 ging het moederbedrijf Megawinkel B.V. failliet en werden de labels verkocht, terwijl Jacobs de winkel van de curator overnam. De op de Nieuwendijk gevestigde Dancewinkel "BlackBeat" werd door de curator verkocht aan "MidTown".
Enkele van de sublabels kenden nog enigszins succesvolle reïncarnaties, maar Torso zelf belandde in de vergetelheid.

### Megadisc
De winkel in de Haringpakkerssteeg te Amsterdam stopte in april 2008, een gebeurtenis die het nationale nieuws haalde. Het bedrijf ging in 2009 failliet, met als gevolg dat de winkels in Utrecht en Nijmegen ook gesloten werden. Als gevolg van de opkomst van de distributie van muziek over het internet en de komst van afspeelapparatuur zoals de iPod had de zaak niet meer de omzetten van daarvoor. Het bedrijf heeft in Utrecht nog wel een herstart weten te maken, maar deze sloot in 2013 de deuren.
Een bekende medewerker was de dj Bob Rusche.